# Sergei Alexandrowitsch Buturlin

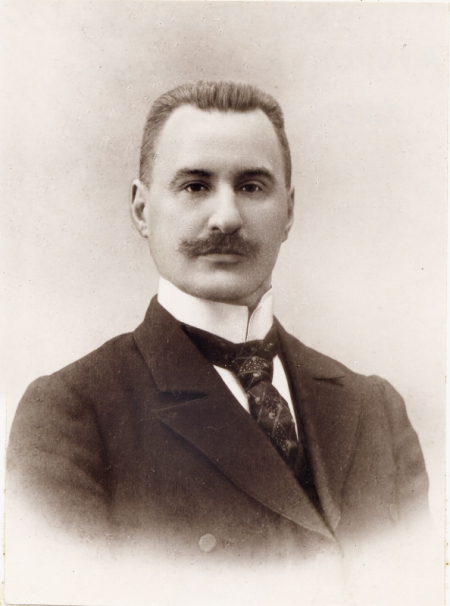
Sergei Alexandrowitsch Buturlin

Sergei Alexandrowitsch Buturlin, auch Sergius Alexandrovich Buturlin (russisch Сергей Александрович Бутурлин; * 22. September 1872 in Montreux; † 22. Januar 1938 in Moskau) war ein russischer Ornithologe.

## Leben
Buturlin besuchte die Schule in Simbirsk und studierte später Rechtswissenschaften in St. Petersburg, aber sein Interesse an Zoologie war so groß, dass er sich den größten Teil seiner Karriere mit dem Sammeln in verschiedenen Gebieten Russlands und Sibiriens und mit der Aufarbeitung seiner Beobachtungsresultate beschäftigte. Bis 1892 sammelte er in der Wolga-Region, danach im Baltikum und schließlich 1900–02 auf den Inseln Kolgujew und Nowaja Semlja. 1904–06 wurde er an einer Expedition zur Kolyma in Nordostsibirien beteiligt, 1909 dann besuchte er die Altai-Steppen, und 1925 machte er seine letzte Reise auf die Halbinsel Tschukotka.
Als Ergebnis seiner umfassenden Feldarbeiten veröffentlichte er eine Vielzahl von wichtigen Manuskripten über Taxonomie und die Verbreitung der paläarktischen Vögel, u. a. auch
- Die Vogelwelt der Kogulew-Insel und Nowaja Semlja und dem oberen Teil von Darna (1901)
- Die Vogelwelt des Simbirsker Gouvernementes (1906)
- Die Vogelwelt des Jenisseisker Distriktes (1911, mit Arkadi Jakowlewitsch Tugarinow (1880–1948))
- eine Serie von Manuskripten über die Vögel des Fernen Ostens (1909–17)
- Complete Synopsis of the Birds of the U.S.S.R. in drei Bänden

Auch gab er Manuskripte über bestimmte Vogelgruppen heraus, über seine Entdeckung der Brutstätten der Rosenmöwe, Rhodostethia rosea, und über andere verschiedene zoologische Themen, die Jagd und die Geographie. Seine Werke waren ca. 2000 an der Zahl. 1918 trat er dem Zoologischen Museum der Universität Moskau bei, wo er sich für seine ornithologischen Entdeckungen und Beobachtungen verschrieb, und trat 1924 seine Sammlung paläarktischer Vögel ans Museum ab.
Buturlin wurde 1906 zum Auslandsmitglied der British Ornithologists’ Union gewählt, 1907 zum Korrespondierenden Mitglied der American Ornithologists’ Union und 1916 schließlich zu deren Ehrenmitglied. Er war ein Pionier Russlands in der Erforschung der Artenvielfalt und beschrieb mehr als 200 neue Vogelarten. Er war einer der prominentesten russischen Ornithologen und führend auf dem Gebiet der paläarktischen Vögel.

## Werke
- Кулики Российской Империи. Дружинина, Tula 1902.
- On the breeding-habits of the rosy gull and the pectoral sandpiper. London 1907.
- Систематические заметки о птицах Северного Кавказа. Machatschkala 1929.
- Определитель промысловых птиц. Советская Азия, Moskau 1933.
- Полный определитель птиц СССР. КИОЦ, Moskau 1934–41.
- Что и как наблюдать в жизни птиц. 1934.
- Трубконозые птицы. КИОЦ, Moskau 1936.
- Дробовое ружье. 1937.
- Птицы. Moskau 1940 p.m.